# 小鳩美愛
小鳩 美愛（こばと みあい、1971年8月5日 - ）は、日本の元AV女優。
東京都出身。身長：163cm。スリーサイズ：B84cm・W58cm・H86cm。

## 略歴・人物
1991年にダイヤモンド映像専属女優としてAVデビュー。腋毛女優として知られる。
趣味:読書、料理。

## 作品

### アダルトビデオ（撮りおろし作品）
1991年
- 純情物語 愛してるよ（6月11日、ダイヤモンド映像、監督：日比野正明 DVI-263）※デビュー作
  - 純情物語 愛してるよ（2008年5月28日、ダイヤモンド映像、監督：日比野正明 DAIS-013）
- 小悪魔エンジェル小鳩（10月18日、ダイヤモンド映像 MAS-044）
- 一番きれいだね（12月17日、ダイヤモンド映像 MAS-054）
- 友達の彼女・美愛（ダイヤモンド映像、監督：日比野正明 DVI-273）
- 小鳩の絵本（ダイヤモンド映像、監督：ターザン八木 DVI-283）
- 女学生・小鳩 されっぱなし（ダイヤモンド映像、監督：ターザン八木 DVI-293）
- スイートバニー 暴行魔白書（ダイヤモンド映像、監督：沢城昭彦 DVI-303）
  - スイートバニー 暴行魔白書（2005年8月30日、ダイヤモンド映像、監督：沢城昭彦 DVI-036D）
- ホジって下さい 2（ダイヤモンド映像、監督：麻羅魔少将 DVI-315）
  - ホジって下さい 2（2005年8月30日、ダイヤモンド映像、監督：麻羅魔少将 DVI-035D）
  - ホジって下さい 2（2008年6月27日、ダイヤモンド映像、監督：麻羅魔少将 DAIS-021）
- 東京物語～小鳩は美くしく愛を奏でる～（ダイヤモンド映像、監督：小津為次郎 DVI-326）
  - 東京物語～小鳩は美くしく愛を奏でる～（2005年8月30日、ダイヤモンド映像、監督：小津為次郎 DVI-069D）

1992年
- 同棲時代（1月11日、ダイヤモンド映像、監督：ターザン八木 DVI-337）
- 愛したくて… 会いたい時に貴方はいない（2月、ダイヤモンド映像、監督：ターザン八木 DVI-347）
  - 愛したくて… 会いたい時に貴方はいない（2005年8月30日、ダイヤモンド映像、監督：ターザン八木 VI-101D）
- 愛と性春の旅立ち 熱愛報告書（3月11日、ダイヤモンド映像、監督：ターザン八木 DVI-358）
  - 愛と性春の旅立ち 熱愛報告書（2005年8月30日、ダイヤモンド映像、監督：ターザン八木 DVI-130D）
- 朝まで性嵐（3月2日、ダイヤモンド映像 MAS-067）
- 肉体の悪魔（4月11日、ダイヤモンド映像、監督：ターザン八木 DVI-367）
  - 肉体の悪魔（2005年8月30日、ダイヤモンド映像、監督：ターザン八木 DVI-070D）
- 女体〇号（5月15日、ダイヤモンド映像、監督：ターザン八木 DYN-02）
- 私の中にドックン（6月22日、大陸書房 PV-1625）
- さそり座の姉妹 小鳩美愛 乃木真梨子（7月15日、ダイヤモンド映像 DYN-10）
- 性春より愛を込めて（7月22日、大陸書房 PV-1628）
- 出血大制服 15（10月23日、ビップ、監督：八木裕二郎 9B-077）
- 名器獣 6 締める音が聞こえる（11月20日、ビップ、監督：八木裕二郎 9B-085）
- 穴ぼこ（12月18日、アリスJAPAN、監督：ターザン八木 KA-1514）
- 小鳩のぽっぽっぽ日記（ダイヤモンド映像、監督：ターザン八木 DYN-14）
- モグモグさせて 秘められた純情宣言 小鳩美愛ベストコレクション（ビックワークス BJ-011）
- お嬢様美愛（ダイヤモンド映像 VVC07）
- 乳ふんじゃった（ビッグワークス）
- 青い鳥（マドンナ）
- いつか濡れ濡れする日（ビッグワークス）他出演:水沢香織

1993年
- たまにはしゃぶりつきたい 11（1月16日、ステラ、監督：八木裕二郎 STV-1116）
- 女尻（2月19日、アリスJAPAN、監督：ターザン八木 KA-1527）
- LAST VENUS ～小鳩美愛ファイナル～（5月21日、ビップ、監督：八木裕二郎 10B-034）※引退作品
- もっとねじこんで（6月1日、ビップ STM-037）

1994年
- ぬれぬれ名器姫（2月12日、オー・ケイ出版社 OKV04-62）
- 制服大図鑑 （4月、二見書房）

1997年
- 北の国から愛の旅路 第1巻・第2巻（3月10日、クリスタル映像、監督:村西とおる DNA-001・DNA-002）

### アダルトビデオ（オムニバス単体作品、BESTもの）
- いますぐきて（1993年1月14日、ビップ） - 「出血大制服15」の再編集
- 小鳩美愛ベストコレクション（2001年9月14日、ニューシネマジャパン DNAS-14）
- BEST 4時間 小鳩美愛（2003年1月31日、アトラス21 AVD-126） - 「出血大制服15」「名器獣6 締める音が聞こえる」「たまにはしゃぶりつきたい11」「LAST VENUS ～小鳩美愛ファイナル～」の4作品を収録
  - BEST 4時間 小鳩美愛（2013年7月25日、アトラス21 DAG-025） - 「出血大制服15」「名器獣6 締める音が聞こえる」「たまにはしゃぶりつきたい11」「LAST VENUS ～小鳩美愛ファイナル～」の4作品を収録
- THE☆永久保存版 小鳩美愛スペシャル 1（2004年5月24日、ニューシネマジャパン DDSP-15）
- THE☆永久保存版 小鳩美愛スペシャル 2（2004年5月24日、ニューシネマジャパン DDSP-16）
- Legend 小鳩美愛（2005年3月25日、ロイヤルアート MKDV-166） - 「たまにはしゃぶりつきたい11」を収録
- 小鳩美愛 大全集（2006年11月24日、日本メディアサプライ ULTR-004） - 「純情物語 愛してるよ」「友達の彼女・美愛」「小鳩の絵本」「女学生・小鳩 されっぱなし」「スイートバニ 暴行魔白書」「肉体の悪魔」の6作品を収録
- 友達の彼女・美愛／純情物語 愛してるよ 小鳩美愛（2009年2月25日、ダイヤモンド映像 DAIP-022）※「友達の彼女・美愛」「純情物語 愛してるよ」を収録
- ホジってください 2／若奥様痴漢魔 小鳩美愛 桃瀬くらら（2009年5月28日、ダイヤモンド映像 DAIP-037）※「ホジってください 2/小鳩美愛」「若奥様痴漢魔/桃瀬くらら」を収録

### アダルトビデオ（編集作品）
1993年
- AV巨乳10年史 1 卑弥呼 松坂季実子 小鳩美愛 冴島奈緒 河合美果 桜樹ルイ ほか（8月16日、笠倉出版社 AJV74-24）全25名
- いんらん大美乳 2 樹里あんな 樹マリ子 美里真理 桜井美咲 小鳩美愛（12月15日、ファイブスター FV-8973）全5名

1994年
- レンタルAV10年史 トップ20コレクション特選版 制服大図鑑（5月25日、二見書房 MV-103）全20名
- 平成AV年鑑 完全保存版（6月24日、笠倉出版社）全200名
- 33名のSEXバトル大会 AV巨乳年鑑 1 卑弥呼 中原絵美 岸ゆり 五十嵐こずえ 小鳩美愛 冴島奈緒 御藤静 ほか（11月4日、笠倉出版社）全33名
- お姉さんはE気持ち！ BIG5スペシャル 小鳩美愛 卑弥呼 岸ゆり 田中露央沙 幸坂絵美（ペガサスランド YSM-225）全5名

1996年
- 大巨乳 ワイド90分 2（9月24日、笠倉出版社 AJV-7689）全25名

2000年
- ブルセラエンジェル（5月26日、メディアバンク ARD-005）全28名
- 8時間耐久AV（9月29日、ロイヤルアート MKDV-043）全60名

2001年
- Allure 2000 vol.2（8月24日、メディアバンク ARD-028）全8名

2002年
- 村西とおるのどかーんとイッていただきました！3 小鳩美愛 川島なおみ（3月29日、Gファクトリー DMTV-03）

2003年
- プロジェクトXXX　フェロモン女優セレクション（7月18日、日本メディアサプライ TBD-2803）他出演:吉川りりあ、五十嵐こずえ、工藤ひとみ、橘ますみ、北原ななせ、クミコ・グレース、中沢慶子、小林ひとみ、後藤えり子 全10名
- REVIVAL COLLECTION 10 よみがえるダイヤモンド映像の女優たち 卑弥呼 藤小雪 田中露央沙 小鳩美愛（写真集+DVD）（8月1日、鹿砦社 RS-10）全4名

2004年
- ベスト・オブ・ザ・AVクィーン（4月23日、アトラス21 AVD-186）他出演:桜樹ルイ、あいだもも、小林ひとみ、庄司みゆき、小沢奈美 全6名
  - ベスト・オブ・ザ・AVクィーン（2015年9月30日、アトラス21 AVD-053）他出演:桜樹ルイ、あいだもも、小林ひとみ、庄司みゆき、小沢奈美 全6名
- ATLAS TWENTY ONE（8月20日、アトラス21 AVD-200）全60名

2007年
- Legend Idoll 10cts.1（1月25日、麒麟堂/アイドル復刻堂 LAC-01）全10名
- Legend Idoll 10cts.3（1月25日、麒麟堂/アイドル復刻堂 LAC-03）他出演:栗田ひろこ、田中露央沙、藤小雪、雪之丞、乃木真梨子、野坂なつみ、ほか 全10名
- 平成美女22人（8月1日、チャンネル・ヴィ HBS-001）全22名
- Legend Plus vol.3 葉山みどり 叶順子 小鳩美愛（12月7日、エー・エス・ジェイ GRAP-003）- 葉山みどり「妖艶」、叶順子「白い瞬間」、小鳩美愛「たまにはしゃぶりつきたい11」を収録 全3名

2008年
- ベリーベストオブ80'S AVアイドル（11月12日、AVC GAKD-1）全32名

20012年
- AV女優100人 1 時代とメーカーを越えてセレクション（1月7日、オールアダルトジャパン AAJ-002）全100名

2014年
- FLASH DVD 80～’90年代を彩った「ダイヤモンド映像」女優のプレミアムヌード 松坂季実子 高倉真理子 沙羅樹 桜樹ルイ ほか（3月11日号 特別付録、光文社 FLASH-1275）全8名

発売年不明
- NEW Super裏Secret（染夜エンタープライズ NSS-006）VHS 多数出演
- オマンコ美女名鑑（ユニプロ YP-001）VHS 全5名
- ぶっちぎりの大陰唇（ユニプロ YP-002）VHS 全5名
- 誘惑する女 小鳩美愛 ほか（日本映画新 TMX-051）VHS
- ザ・限界 極楽女優 4 小鳩美愛（日本AV探訪会）VHS
- 悶える巨乳 小鳩美愛、岸ゆり（コールファック CFE-45）DVD
- レジェンド 7 小鳩美愛 小林ひとみ 御藤静 憂木瞳 斉藤唯 松坂季実子 クミコグレース（麒麟堂 L7-02）DVD 全7名

### アダルトビデオ（無修正）
- 伝説のAV女優 14 小鳩美愛 松本ひとみ（2007年2月6日、FUZZ FZ-84）

### テレビ番組
- おとなのえほん（サンテレビ）
- ギルガメッシュないと（1992年2月15日・1992年3月28日、テレビ東京）- ゲスト [2]

### Vシネマ・オリジナルビデオ
- ファッションヘルス物語（1991年8月23日、大映）監督:北沢幸雄 - 主演 [3]
- お熱いのがお好き（1991年8月1日、日本ビデオ映画）監督:内田安夫 主演:かとうれいこ [4][5]
- お嬢さま極道組長（1991年、Again）監督:井出良英 主演:本田理沙 [6]
- セーラー服 愛人（ラマン）（1993年4月28日、ジャパンホームビデオ）監督:華菱コウタロウ - 主演 [7]

## 書籍

### 写真集

#### 単独作品
- 小鳩美愛（1991年10月25日、スコラ、撮影：伊藤隼也）ISBN 9784796200523
- 小鳩美愛写真集 MARIA（1992年1月20日、ビックマン、撮影：大隅孝之・中川秀樹）ISBN 9784894050907
- 小鳩の秘密 TSUGARU PHOTO LIBRARY Vol.14（1995年7月20日、つがる、撮影：村西とおる）ISBN 9784887230149

#### 単独作品以外
- スコラスペシャル(11) SUPER NUDE COLLECTION V 小松美幸 小鳩美愛 吉川りりあ 藤本聖名子 ほか（1991年12月25日、スコラ、撮影：村西とおる）全26名
- REVIVAL COLLECTION 10 よみがえるダイヤモンド映像の女優たち 卑弥呼 藤小雪 田中露央沙 小鳩美愛（写真集+DVD）（2003年8月1日、鹿砦社 RS-10）ISBN 9784846305192 全4名

### 雑誌
- Girl Friends 1991年2月号（若生出版）
- FLASH 1991年6月4日号（光文社）
- ビデオ・ザ・ワールド 1991年7月号、10月号、1996年1月号、1997年3月号（白夜書房/コアマガジン）
- GORO 1991年07月25日号（小学館）
- URECCO 1991年8月号、11月号、1992年12月号（ミリオン出版）
- VIDEO PRESS 1991年8月号、11月号（表紙）（ダイアプレス）
- オレンジ通信 1991年8月号（表紙）、1992年6月号（東京三世社）
- スコラ 1991年8月22日号（スコラ）
- マスカットノート 1991年9月号（大洋書房）
- WEEKLY プレイボーイ 1991年9月10日号（集英社）
- 女子○生年鑑 1991年版 [秋]号（1991年9月15日、少年出版社）
- デラべっぴん 1991年10月号、1992年10月号（メディアックス/英知出版）
- ビデオメイトDX 1991年11月号（小鳩美愛完全攻略）（少年出版社）
- TOP TEN MATE 1991年11月号（表紙）、1993年4月号（若生出版）
- アップル通信 1991年12月号、1992年1月号（三和出版）
- ぎゃる～る 1992年1月号（ダイアプレス）
- さくらんぼ通信 1992年2月号（大洋図書）
- ベストビデオ 1992年2月号（綴込付録:小嶋美愛特大ピンナップポスたー）（三和出版）
- GRACE 1992年2月号（表紙）、5月号、1993年4月号（若生出版）
- ザ・ベストMAGAZINE Special 1992年2月号（ベストセラーズ）
- 純情エンジェル 1992年2月号（蒼竜社）
- ベストカメラ 1992年3月号、8月号、1993年8月号（少年画報社）
- AV Best Selection ’92（1992年3月15日、東京三世社）
- アップル写真館 1992年4月号（三和出版）
- GOKUH 1992年11月号（英知出版）
- ギャルズ通信 1992年12月号（日本出版社）
- 胸キュン写真同盟 1992年12月号（大洋書房）
- アクションカメラ 1993年1月号（ワニマガジン）
- MAGAZINE GAL UUULU! 1993年2月号（ダイアプレス）
- BOYES No.5 1993年2月20日号（英知出版）
- アダルト通信 1993年6月号（三共図書出版社）
- 投稿ドッキリ写真 1995年7月号（明文社）
- MEDIA JAPON vol.21（1996年8月15日、コアマガジン）
- ゴッツ! 2007年11月号 DVD付（ミリオン出版）
- 本当にデカップ 2008年7月号（メディア・クライス）
- AV GALS 12 Video GAL Clip vol.6（?、さーくる社）